# Bildungszentren des Baugewerbes
Die Bildungszentren des Baugewerbes e.V. (BZB) sind ein Bildungsdienstleister für die Bauwirtschaft in Nordrhein-Westfalen. Der Hauptstandort befindet sich in Krefeld, zwei weitere Zentren befinden sich in Wesel und Düsseldorf. Die BZB zählen mit mehr als 1.350 Lehrlingen zu den größten Bau-Ausbildungszentren in Deutschland. Ihre Geschäftsbereiche reichen von der Lehrlingsausbildung, Weiterbildung, Berufsorientierung und Qualifizierungsmaßnahmen bis hin zum Projektgeschäft.
Im Projektgeschäft führen die BZB sowohl deutschlandweit als auch auf europäischer und internationaler Ebene berufsqualifizierende Projekte durch. Projektpartner sind sowohl Unternehmen, Organisationen und Institutionen als auch Hochschulen und Universitäten.

## Geschichte
Die BZB wurden 1979 durch die Innungen des Baugewerbes im Regierungsbezirk Düsseldorf gegründet. 1984 wurden die Zentren in Krefeld, Düsseldorf und Wesel eingeweiht. 1990 wurden für einige Jahre Zentren in Oberhausen und Essen eröffnet und 1992 entstand ein Zentrum in Duisburg, welches 2013 in eine Außenstelle des Krefelder Zentrums umgewandelt wurde und 2018 geschlossen wurde. Seit 1985 bieten die BZB Umschulungen und Qualifizierungsmaßnahmen an. Seit 1988 sind sie zudem in der beruflichen Weiterbildung tätig. In den 1990er Jahren etablierten sie sich auch in der internationalen Bildungsarbeit.
Geschäftsführer der BZB war bis 2011 Frank Pawlik. Seither ist es Thomas Murauer. Von den Mitgliedern gewählter Vorstandsvorsitzender ist Johannes Schmitz.

## Organisationsstruktur
Die Bildungszentren des Baugewerbes (BZB) sind ein eingetragener Verein mit Hauptsitz in Krefeld. Zwei weitere Standorte sind in Wesel und Düsseldorf ansässig.
Die BZB sind in vier operative Bereiche untergliedert:
- Ausbildung und pädagogische Maßnahmen
- Projekte
- Weiterbildung
- Finanzen, Personal und Interne Dienste

Für die Unterbringung der Auszubildenden während der Ausbildungsphasen ist dem BZB Krefeld ein Gästehaus angegliedert. Zudem sind am Standort Krefeld die Stabsabteilungen Marketing und IT ansässig.

## Leistungen

### Überbetriebliche Lehrlingsunterweisung
Die BZB sind in der Stufenausbildung Bau als Unterweiser der Baulehrlinge tätig. Unterweisung wird für die Berufe Maurer, Beton- und Stahlbetonbauer, Zimmerer, Stuckateur, Fliesen-, Platten- und Mosaikleger, Estrichleger, WKS-Isolierer, Trockenbaumonteur, Straßenbauer, Kanalbauer, Holz- und Bautenschützer. Am Standort Wesel werden zudem die Dachdecker unterwiesen, in Düsseldorf die Bauzeichner und Feuerwehren. Zudem erfolgt die überbetriebliche Lehrlingsunterweisung von Straßenwärtern.

### Weiterbildung
Neben der überbetrieblichen Lehrlingsunterweisung bieten die BZB Seminare und Lehrgänge in folgenden Baubereichen an: Meisterschulen und Polierlehrgänge; Betoninstandhaltung und Abdichtung; Kanalbau und Kanalinstandhaltung; Brandschutz; Digitalisierung; Umwelttechnik und Arbeitssicherheit; Dach und Fassade. Zudem werden Schulungen in Management und Recht angeboten.
Lehrgänge und Seminare können auch als Inhouse-Veranstaltungen gebucht werden. Des Weiteren bieten die BZB die Entwicklung neuer, auf einen spezifischen Weiterbildungsbedarf abgestimmte Seminare und Veranstaltungsreihen an.

### Beratungsangebot für Arbeitssuchende und Flüchtlinge
Arbeitssuchende erhalten bei den BZB Beratungsangebote zu den Möglichkeiten des Arbeitseinstiegs im Baugewerbe mittels modularer Qualifizierungen (TQ) und Umschulungen. Zusätzlich führen die BZB verschiedene Maßnahmen zur beruflichen Orientierung in das deutsche Beschäftigungssystem durch.

### Berufsfelderkundung für Jugendliche
Die BZB bieten etablierte Potenzialanalyseverfahren für Jugendliche zu Beginn ihrer systematischen Berufs- und Studienorientierung an. Stärken- und handlungsorientierte Testverfahren, sollen Jugendlichen die Möglichkeit geben, ihre Potenziale unabhängig von geschlechtsspezifischen Rollenerwartungen zu erkunden. Die schulbegleitenden Berufsfelderkundungen bieten Praxiseinblicke in verschiedene Berufsbilder.

### Beratungsangebot für Betriebe / BZB-Außendienst
Der Außendienst der Bildungszentren des Baugewerbes e. V. unterstützt Betriebe in Bereichen der Nachwuchsgewinnung, Fachkräftesicherung und Digitalisierung.

### Projekte
Auf nationaler und internationaler Ebene sind die BZB in zahlreichen Bildungsnetzwerken aktiv, die Projekte zur Verbesserung der Berufsausbildung durchführen. Nach eigenen Angaben sind sie dabei beispielsweise im Bereich der Digitalisierung, des arbeitsplatzbasierten Lernens (work based learning), des energieeffizienten Bauens, der Abfallwirtschaft bzw. Nachhaltigkeit, der Verbesserung der Aus- & Weiterbildung und des BIM (Building Information Modeling) tätig.